# Трг пријатељства Србије и Кине
| Трг пријатељства Србије и Кине · | Трг пријатељства Србије и Кине · |
| -------------------------------- | -------------------------------- |
|                                  |                                  |
| Општина                          | Нови Београд                     |
| Почетак                          | Улица Трешњиног цвета            |
| Створена                         | 2016.                            |
| Названа                          | 2016.                            |
|                                  |                                  |
|                                  |                                  |

 Трг пријатељства Србије и Кине је градски трг који се налази на Новом Београду.

## Опште информације
Трг се налази између улица Трешњиног цвета и Конфучијеве у новобеоградском Блоку 11а, а направљен је 2016. године.
Простире се на месту где се некада налазила Амбасада Народне Републике Кине, која је уништена за време НАТО-бомбардовања 1999. године, а данас се ту налази Кинески културни центар.
У оквиру трга налази се и споменик Конфучију, који је откривен 2017. године.